# 鵝貢長方蟹
鵝貢長方蟹（学名：Metaplax gocongensis）是一個在2003年才被確認的物種，屬於方蟹總科弓蟹科长方蟹属。先前這個物種都被當作同屬的其他物種。
本屬的名稱取自發現該屬的所在地：越南前江省的鵝貢市。